# 三星Galaxy Note 10系列
三星Galaxy Note10是由韓國三星電子推出的Android旗艦智能手機。是三星Galaxy Note系列的第9代產品。於2019年8月8日凌晨4時(UTC+8)的Galaxy UNPACKED 2019發布。其中兩款手機(Note10、Note10+)的資料大多在2019年7月被媒體公開，比以往的時間更早。 這四款手機皆配備比上一代Note9更強的S-Pen、無線充電、超聲波屏下指紋辨識和屏佔比超越90%的屏幕。但此系列手機沒有保留3.5mm耳机插孔(Note 10 Lite有，隨機附贈3.5mm耳机插孔有線耳機)，隨機附贈的AKG有線耳機改為Type-C插孔。5G版會在韓國、美國和中国（美國及中國只上市Note10+ 5G）上市。
Galaxy Note10／10 5G 採用6.3英吋Dynamic AMOLED屏幕，解像度有2280 X 1080像素，支援HDR10+。同時配置8GB RAM，256GB 儲存空間和3,500 mAh內置鋰電池。支持25W有線快充。4G版售價:949美元。5G版售價：1049美元。
三星Galaxy Note10+／10+ 5G 配置6.8英吋Dynamic AMOLED屏幕，解像度有3040 X 1440像素，+。同時配置12GB RAM，512GB/1TB儲存空間和4,300 mAh內置鋰電池。支持45W有線「閃速充電」。4G版售價:1099美元。5G版售價：1299美元
三星Galaxy Note10 lite 配置6.7英吋螢幕，主螢幕解析度1080 x 2400 (FHD+)。配置8GB RAM，128GB ROM和4,500 mAh內置鋰電池。螢幕指紋辨識、S Pen、Dolby Atmos、手繪動態攝影、Bixby 應用。4G版售價：約694美元(台灣售價)。

## 歷史
在正式發佈之前，Note10系列很多功能就被洩露了，Note9也是同樣情況。
2019年8月8日，三星Galaxy Note10、Note10+、Note10 5G、Note10+ 5G在「Galaxy UNPACKED 2019」發佈會和三星Galaxy Book S一同發佈。

## 系統規格

### 硬體
三星Galaxy Note10系列的顯示螢幕採用三星Infinity-O Display，但前置鏡頭的挖孔位置不同於Galaxy S10的螢幕右上角，改為螢幕中央正上方。
三星Galaxy Note10系列在美國、加拿大、日本、中南美洲、中國、香港和澳門、臺灣使用高通骁龙S855處理器，在歐洲、南韓則使用三星Exynos 9825處理器。機身顏色有星環銀、星環黑、星環白可供選擇，另外有依據不同市場推出地區限定的星環藍、星環粉和星環紅。

### 充電
由三星Galaxy Note 9的15瓦閃電快充升級至25瓦超快速充電，Note10+更可支援45瓦超快速充電2.0。

### S-Pen
S-pen延續Note 9的遠端遙控功能，但在內部新增三軸加速規和陀螺儀，而加入了遠端手勢操作功能，可透過長按筆身的按鈕配合上下左右揮動或轉圈進行操控，在部份功能上相比Note 9更加直覺，例如簡報頁面切換、相機功能切換、鏡頭拉近拉遠等。

### 軟體
三星Galaxy Note10系列預載 Android 9 Pie/One UI 1.5，官方最高版本可更新至Android 12/One UI 4.1。

## 產品圖片

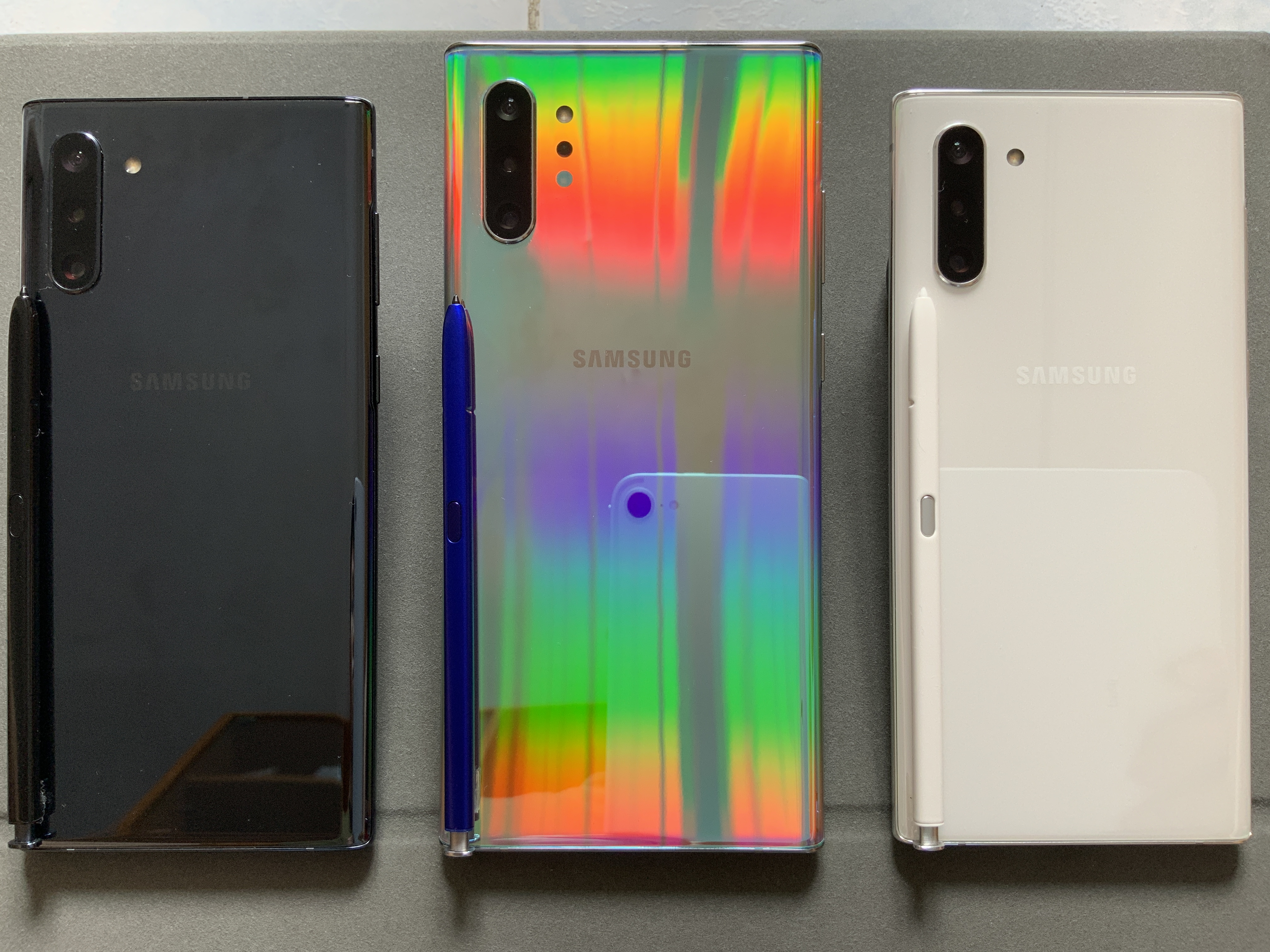
S Pen stylus
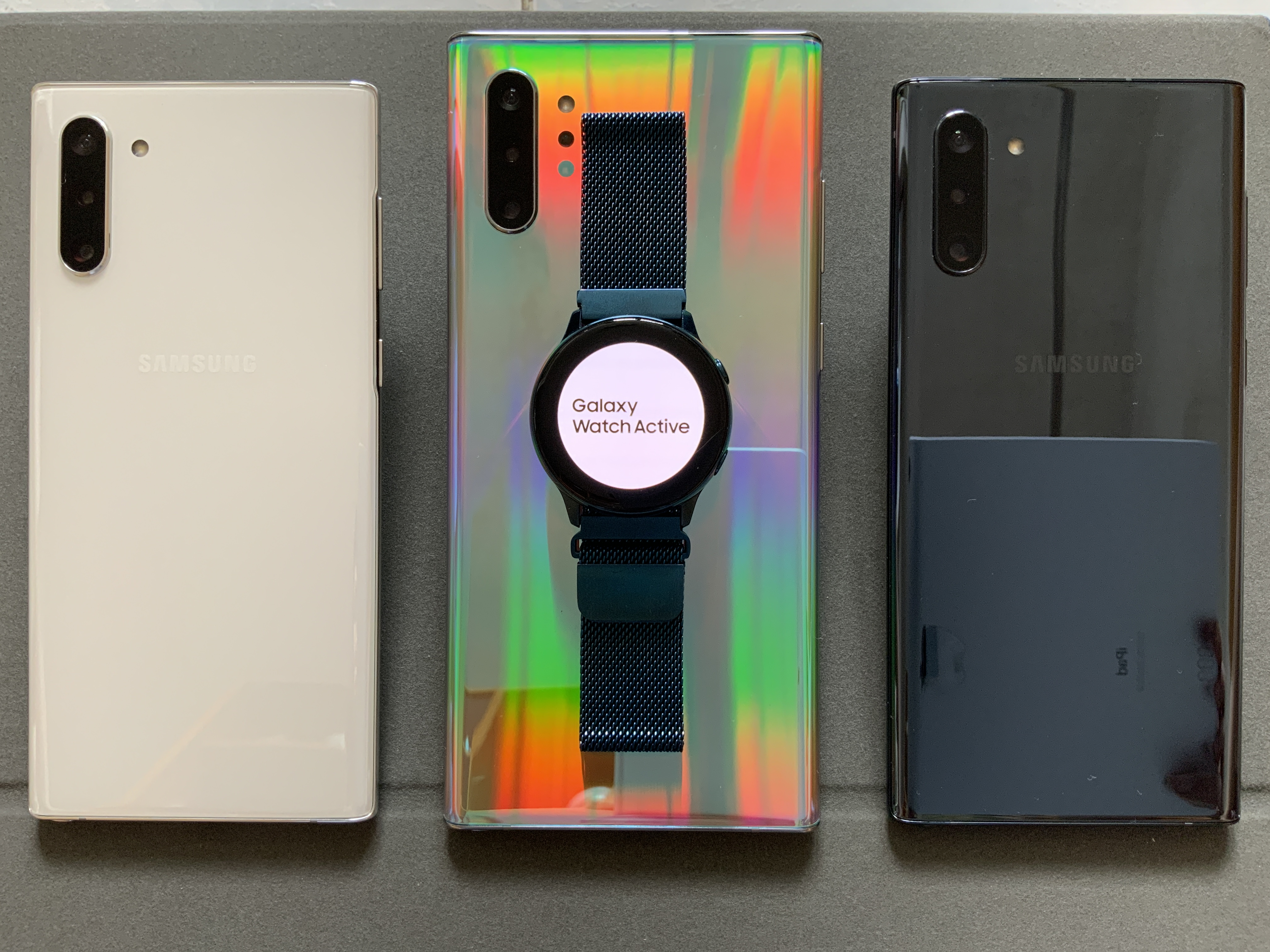
Wireless PowerShare
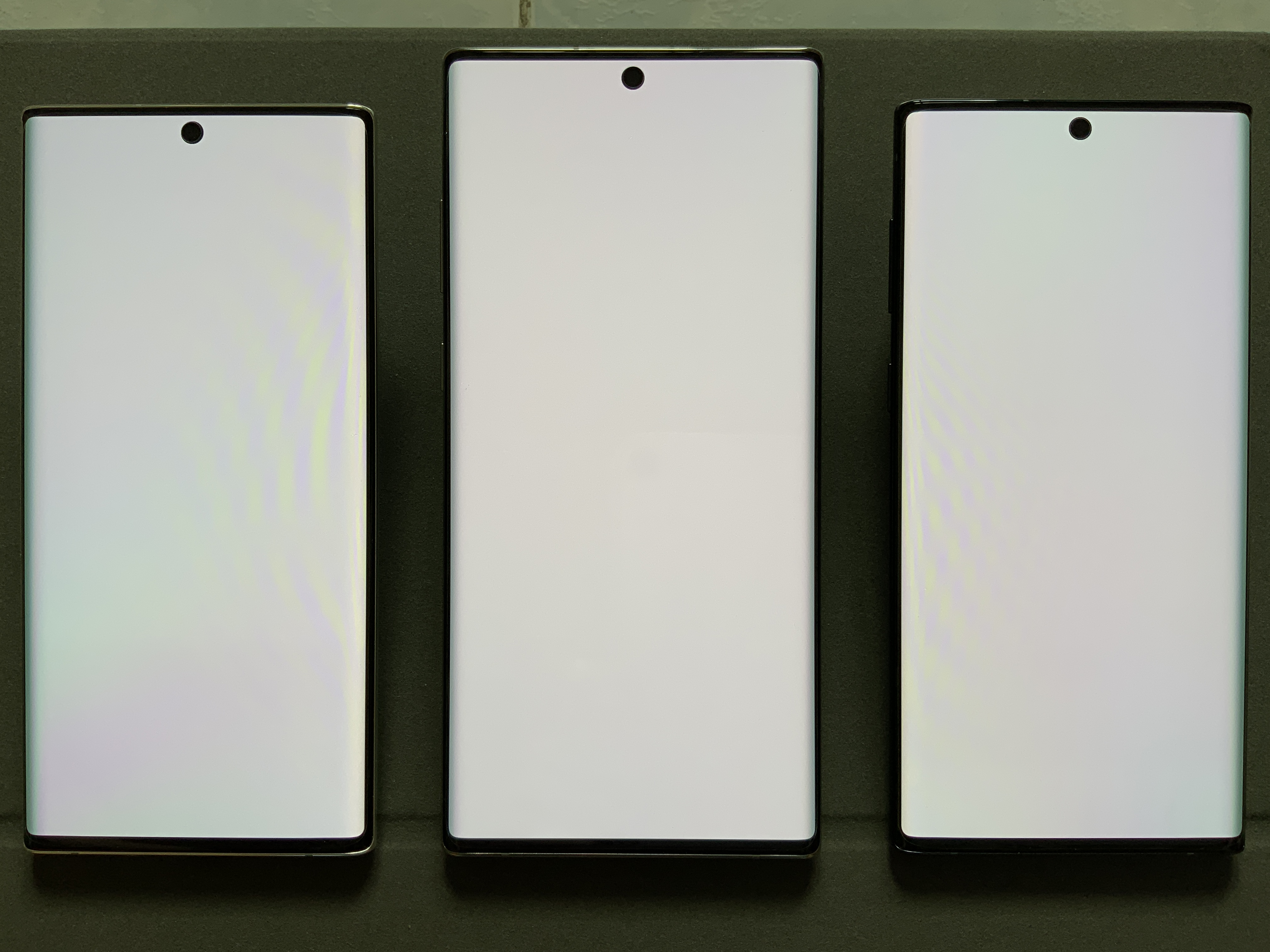
Infinity-O Display
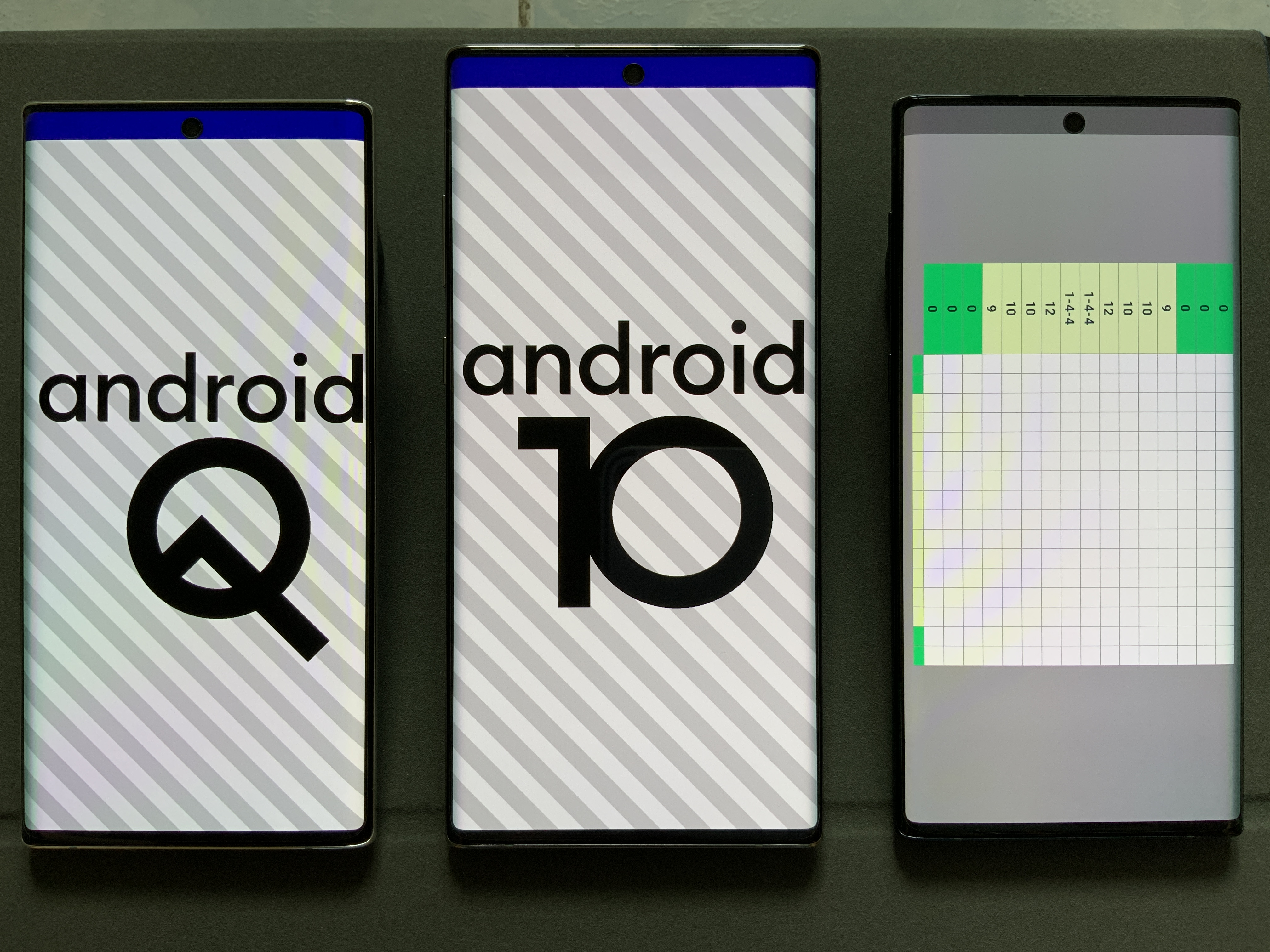
Android OS
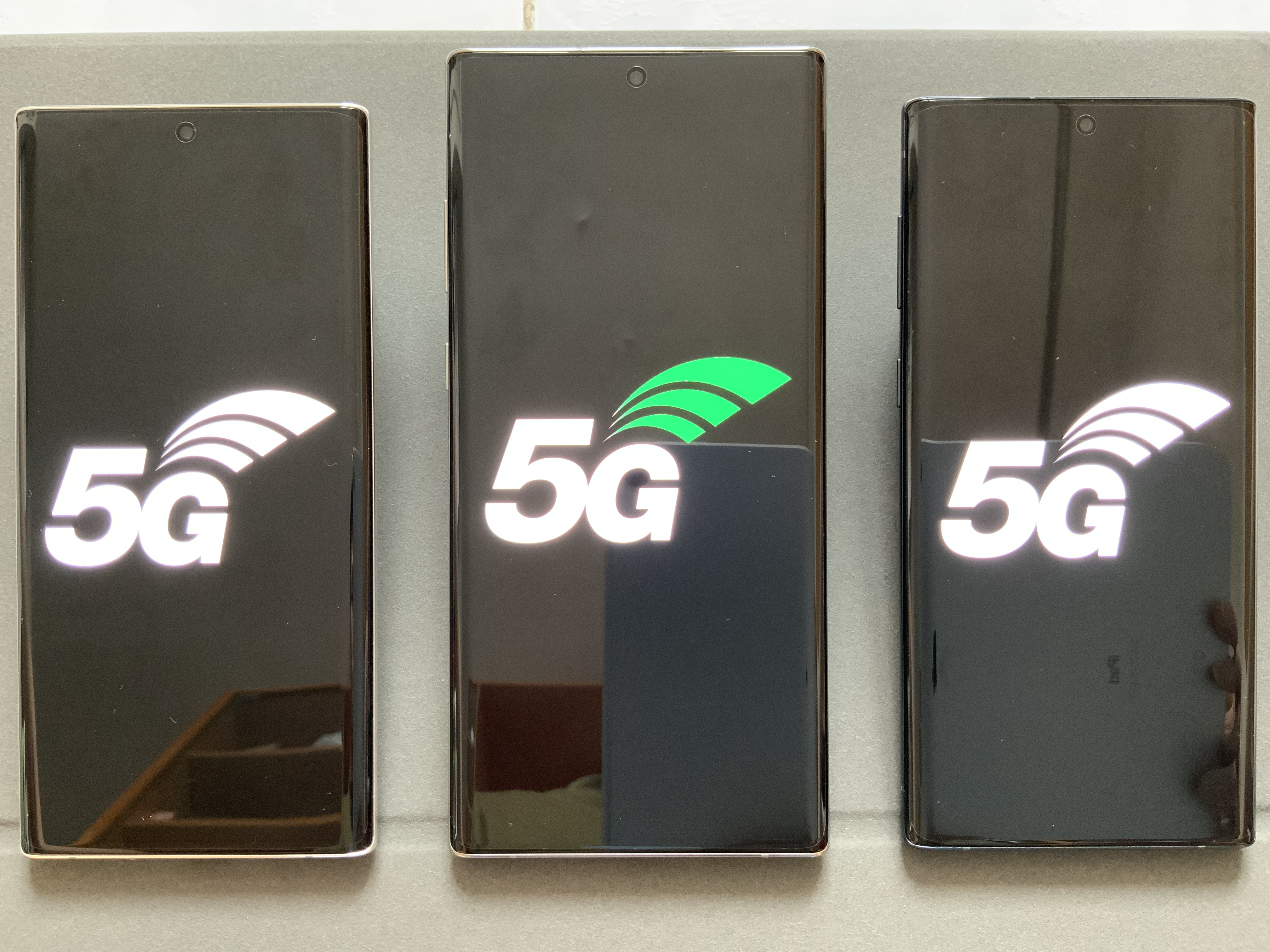
5G Connection

### 相同處理器
- 三星Galaxy S10
- 三星Galaxy A90 5G
- 三星Galaxy Fold